# Vorsen
Vorsen (Limburgs: Vos, Frans: Fresin) is een dorp in de Belgische provincie Limburg, en een deelgemeente van de gemeente Gingelom. Het was een zelfstandige gemeente tot het bij de fusie van 1971 toegevoegd werd aan de gemeente Montenaken die op zijn beurt in 1977 opgenomen werd in de gemeente Gingelom.
Vorsen is een klein dunbevolkt landbouwdorp in het uiterste zuidoosten van de gemeente Gingelom aan de taalgrens. Het grondgebied wordt ten zuiden van de dorpskom doorsneden door de autosnelweg A3/E40.

## Etymologie
Vorsen werd voor het eerst vermeld in 1380 als Frésin, in 1433 als Vorsen en in 1445 als Verssen.

## Geschiedenis
Getuige de aanwezigheid van Romeinse tumuli was de Romeinse invloed hier aanzienlijk. Ook de weg naar Montenaken (Nijvelse Steenweg) was een Romeinse heerbaan.
Mogelijk werd Vorsen door Pepijn van Herstal in 741 geschonken aan de Abdij van Susteren. Vorsen was eerst een enclave van Graafschap Duras en vervolgens van het Graafschap Loon. De Graaf voerde de voogdij namens de Abdij. In 1281 werd de voogdij uitgegeven aan de familie Pickaert de Frésin (Van Vorsen), eind 13e eeuw de familie Van Berlo, verwant aan Van Vorsen, van 1380 tot 1649 Van Gavere, daarna tot 1678 -wegens schuldvordering- aan de Graaf van Arenberg, en na 1678 tot eind 18e eeuw aan het Onze-Lieve-Vrouwekapittel te Hoei, waarna het feodale stelsel werd opgeheven.
De burcht, die stond op een motte nabij de Jadoulhoeve, werd al vóór 1469 verwoest, en de ruïnes verdwenen midden 19e eeuw. De grachten werden toen gedempt en de motte genivelleerd.
Naast een brouwerij was ook een leerlooierij actief in Vorsen.

## Demografische ontwikkeling
- Bronnen:NIS, Opm:1831 tot en met 1961=volkstellingen

## Bezienswaardigheden
Behalve enkele vierkantshoeven kent dit dorp een kleine kern met een vierkant stratenpatroon waarbinnen zich ook de kerk bevindt.
- De neoclassicistische Heilig Kruiskerk uit 1850 met ommuurd kerkhof. Het orgel van François-Bernard Loret uit 1864 is sinds 2004 beschermd als monument.
- De Drie Tommen, Romeinse tumuli op de grens van Vorsen en Kortijs.
- De Jadoulhoeve, aan Hoogstraat 34.
- Paenhuys, de vroegere banbrouwerij, aan Brouwerijstraat 2.

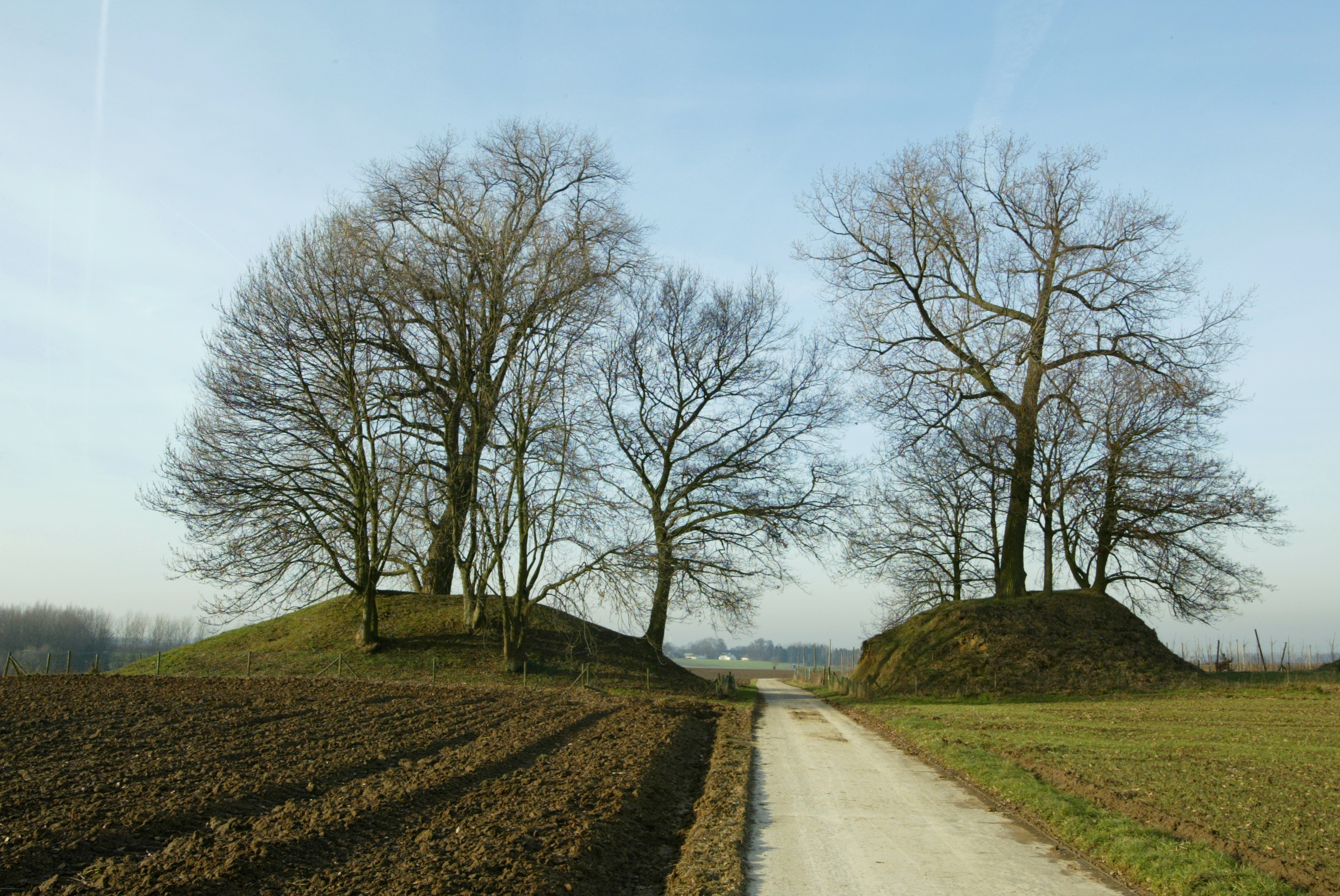
Tumuli De Drie Tommen
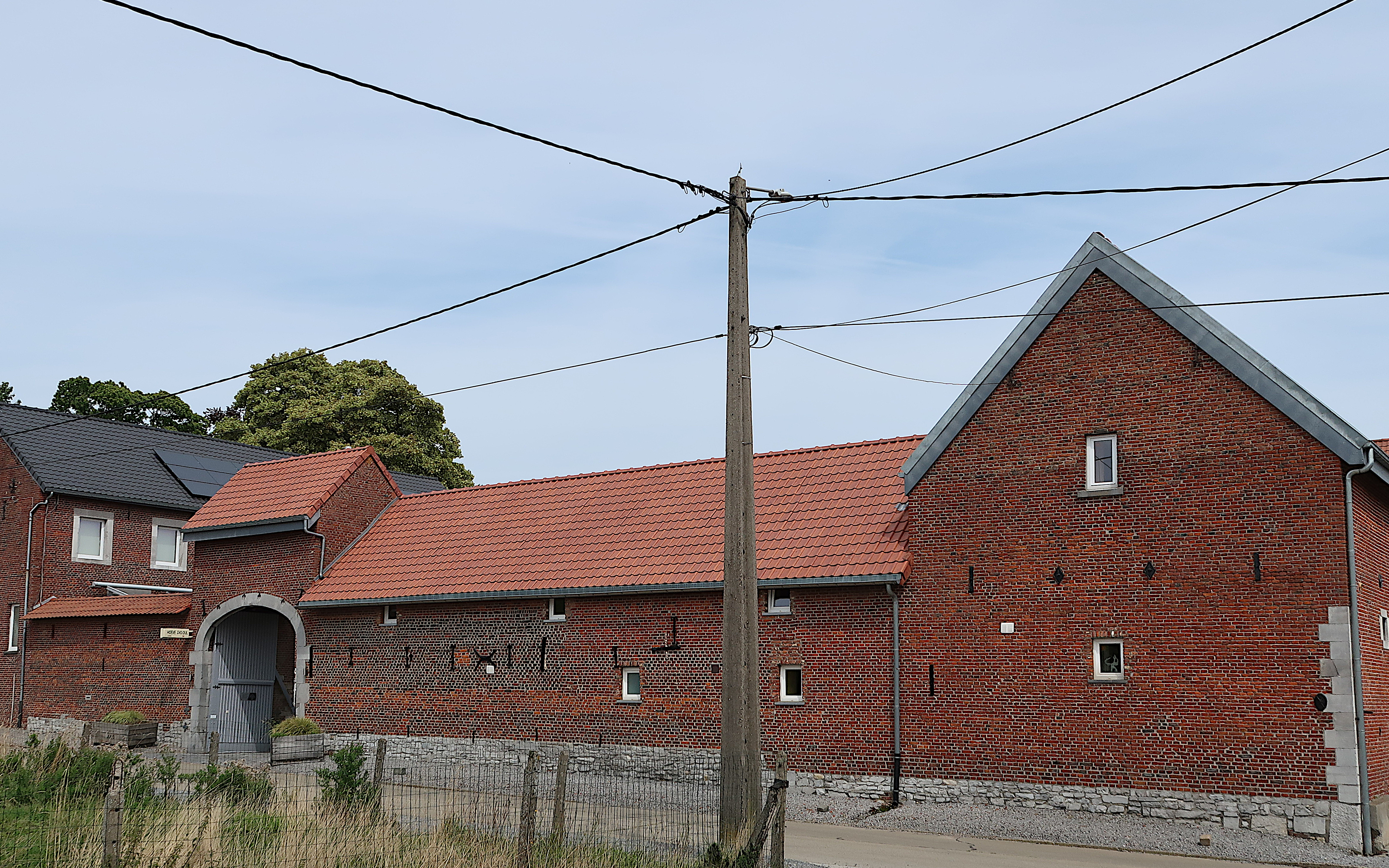
Hoeve Jadoul
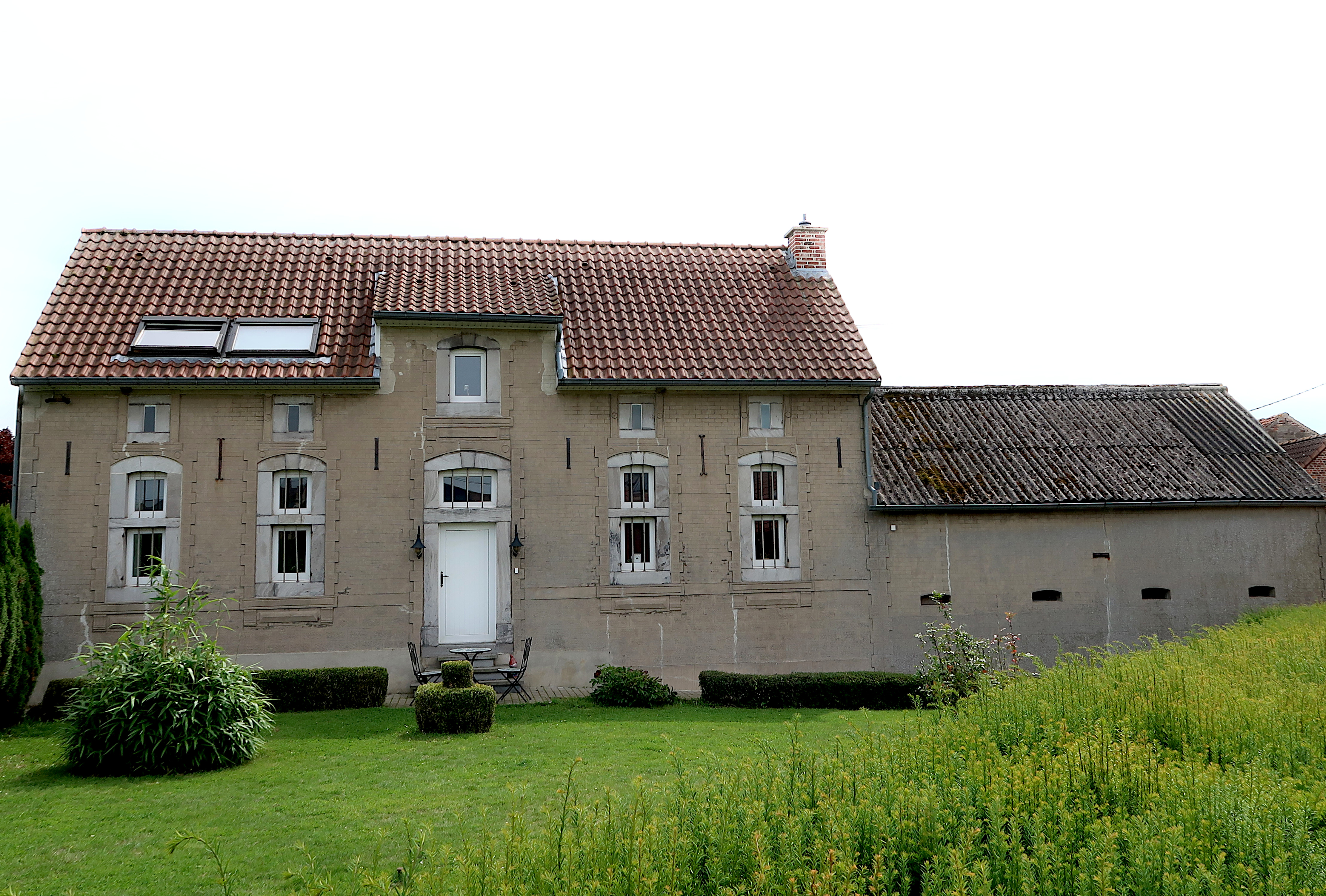
Paenhuys, de vroegere brouwerij

Deelgemeenten: Boekhout · Borlo · Buvingen · Gingelom · Jeuk · Kortijs · Mielen-boven-Aalst · Montenaken · Muizen · Niel-bij-Sint-Truiden · Vorsen

Gehuchten: Hasselbroek · Heiselt · Hundelingen · Jeuk-Station · Klein-Jeuk · Klein-Vorsen

Belgische gemeenten · Arrondissement Hasselt · Limburg · Vlaanderen